# Willington (Connecticut)
Willington és una població dels Estats Units a l'estat de Connecticut. Segons el cens del 2005 tenia 6.216 habitants.

## Demografia
Segons el cens del 2000, Willington tenia 5.959 habitants, 2.353 habitatges, i 1.437 famílies. La densitat de població era de 69,2 habitants/km².
Dels 2.353 habitatges en un 29,3% hi vivien nens de menys de 18 anys, en un 52,3% hi vivien parelles casades, en un 6% dones solteres, i en un 38,9% no eren unitats familiars. En el 20,4% dels habitatges hi vivien persones soles el 3,8% de les quals corresponia a persones de 65 anys o més que vivien soles. El nombre mitjà de persones vivint en cada habitatge era de 2,52 i el nombre mitjà de persones que vivien en cada família era de 2,97.
Per edats la població es repartia de la següent manera: un 20,9% tenia menys de 18 anys, un 19,4% entre 18 i 24, un 28,8% entre 25 i 44, un 23,1% de 45 a 60 i un 7,7% 65 anys o més.
L'edat mediana era de 34 anys. Per cada 100 dones de 18 o més anys hi havia 99 homes.
La renda mediana per habitatge era de 51.690 $ i la renda mediana per família de 70.684 $. Els homes tenien una renda mediana de 41.250 $ mentre que les dones 36.310 $. La renda per capita de la població era de 27.062 $. Aproximadament el 2,9% de les famílies i el 13,3% de la població estaven per davall del llindar de pobresa.